# Stipe Biuk
Stipe Biuk (Split, 2002. december 26. –) horvát korosztályos válogatott labdarúgó, az amerikai Los Angeles csatárja.

## Pályafutása

### Klubcsapatokban
Biuk a horvátországi Split városában született. Az ifjúsági pályafutását a Solin csapatában kezdte, majd a Hajduk Split akadémiájánál folytatta.
2021-ben mutatkozott be a Hajduk Split első osztályban szereplő felnőtt keretében. 2023. január 31-én négyéves szerződést kötött az észak-amerikai első osztályban érdekelt Los Angeles együttesével. Először a 2023. március 4-ei, Portland Timbers ellen 3–2-re megnyert mérkőzés 66. percében, Carlos Vela cseréjeként lépett pályára. Első gólját 2023. március 13-án, a New England Revolution ellen hazai pályán 4–0-ás győzelemmel zárult találkozón szerezte meg.

### A válogatottban
Biuk az U16-os, az U17-es és az U21-es korosztályú válogatottakban is képviselte Horvátországot.
2021-ben debütált az U21-es válogatottban. Először a 2021. május 31-ei, Spanyolország ellen 2–1-re elvesztett mérkőzés 78. percében, Lovro Majert váltva lépett pályára. Első válogatott góljait 2022. november 17-én, Lengyelország ellen 3–1-es győzelemmel zárult barátságos mérkőzésen szerezte meg.

## Statisztikák
2023. március 13. szerint
| Klub         | Szezon   | Osztály  | Bajnokság | Bajnokság | Kupa  | Kupa | Nemzetközi | Nemzetközi | Összesen | Összesen |
| Klub         | Szezon   | Osztály  | Meccs     | Gól       | Meccs | Gól  | Meccs      | Gól        | Meccs    | Gól      |
| ------------ | -------- | -------- | --------- | --------- | ----- | ---- | ---------- | ---------- | -------- | -------- |
| Hajduk Split | 2020–21  | 1. HNL   | 9         | 3         | 2     | 0    | —          | —          | 11       | 3        |
| Hajduk Split | 2021–22  | 1. HNL   | 28        | 1         | 4     | 0    | 1          | 0          | 33       | 1        |
| Hajduk Split | 2022–23  | 1. HNL   | 15        | 1         | 2     | 0    | 4          | 1          | 21       | 2        |
| Hajduk Split | Összesen | Összesen | 52        | 5         | 8     | 0    | 5          | 1          | 65       | 6        |
| Los Angeles  | 2023     | MLS      | 2         | 1         | 0     | 0    | 1          | 0          | 3        | 1        |
| Összesen     | Összesen | Összesen | 54        | 6         | 8     | 0    | 6          | 1          | 68       | 7        |

## Sikerei, díjai
Hajduk Split
- Horvát Kupa
  - Győztes (1): 2021–22

- Horvát Szuperkupa
  - Döntős (1): 2022

Los Angeles
- CONCACAF-bajnokok ligája
  - Ezüstérmes (1): 2023